# 森田福市
森田 福市（もりた ふくいち、1890年（明治23年）6月15日 - 1945年（昭和20年）8月6日）は、日本の政治家、実業家、土木建築請負業、広島県多額納税者。広島市会議員、広島県会議員、衆議院議員（広島県第三区選出、当選3回）、貴族院議員。森田工業、広島水産、東亜鉱業汽船、東亜貿易、日栄木材、鶴海耐火煉瓦各社長。広島商工会議所会頭。

## 経歴
広島県神石郡牧村（現神石高原町牧）で、豪農・森田善太郎、カン夫妻の長男として生まれる。牧尋常小学校を経て神石尋常高等小学校を卒業後、家業の農業に従事。福山中学中退。勉学して商売人となる夢を捨てがたく、福山の私立商業学校 3年に編入。さらに東京に出て学ぶため家出し、中等学校卒業資格認定試験を受けて日本大学法科に入学し学んだ。『翼賛選挙大観』には、森田の学歴は「日大修」とある。
帰郷して岡山県笠岡の土木建築請負業・山下忠次郎商店に勤める。山下忠次郎商店が本店を岡山に移転し合資会社に改組する際に求められて出資者の一人となり無限責任社員となる。1912年（大正元年）8月、山下商店門司支店の新設に伴い支店長に抜擢された。1914年（大正3年）3月、吉川セメントの経営を任され、当初は不況下で困難な経営を余儀なくされるも、1915年（大正4年）頃から好況となり経営を拡大させたが、1917年（大正6年）6月にセメント会社の全株式を売却して巨額の資金を入手した。
1917年、広島市大手町五丁目（現中区大手町二丁目）に事務所を構え、土木建築請負業「森田組」を創業し、事業部を設けて建築材料、石炭、コークスなどの卸販売事業も手掛けた。1918年（大正7年）7月、初の大型工事として岡山専売支局米子出張所工場新築工事を落札したが、米騒動による物価の高騰、山陰地方の大水害、工事現場での出火などによる大損失を蒙るも、1920年（大正9年）6月に竣工して大蔵省に引き渡した。このことが森田の信用を得ることにつながり、その後、大型工事を受注して事業を拡大した。
1921年（大正10年）6月、広島市会議員に当選し立憲政友会に入党。1922年（大正11年）分家する。1923年（大正12年）広島県会議員に当選し副議長に選出された。1925年（大正14年）9月29日、貴族院多額納税者議員に任じられ、その後、県会議員を辞職し、政友会広島県支部長に就任した。貴族院では交友倶楽部に入会し、新人ながら綿密な準備を行った鋭い質問を政府に対して行った。
1929年（昭和4年）11月8日、広島商工会議所第8代会頭に就任。1930年（昭和5年）5月、一行18名で第26回列国議会同盟会議（ロンドン）、第16回万国議員商事会議（ブラッセル）出席などのため欧米に半年間の外遊に出発した。
1932年（昭和7年）2月、第18回衆議院議員総選挙に広島県第3区から出馬して当選し、それに伴い同年2月25日に貴族院議員を辞職した。次の第19回総選挙では、政友会への政府の干渉で苦戦し落選。1937年（昭和12年）4月の第20回総選挙では再選された。政界では望月圭介、大野伴睦、鳩山一郎、肥田琢司らと親交を結び、1939年（昭和14年）の政友会分裂に際しては鳩山・大野・肥田・久原房之助らとともに立憲政友会正統派に所属した。
1939年（昭和14年）9月、阿部内閣で当初は厚生政務次官に内定していたものの、森田が土木建築業を経営していたため小原直内務大臣兼厚生大臣が難色を示し、司法政務次官に就任した。
政党解消後は翼賛議員同盟には参加せず院内会派の興亜議員同盟に参加。1942年（昭和17年）4月の第21回総選挙では翼賛政治体制協議会の非推薦候補として立候補して当選した。翼賛選挙後に発足した翼賛政治会の結成に参加しなかった衆議院議員は8名しかいなかったがそのうちの1人が森田であった。東條内閣の倒閣運動に加わり、和平に向けての動きを支援した。その後大日本政治会に所属。戦争末期の1945年8月には同月8日に開催が予定されていた中国地区代議士会議の世話役を務めるため、4日に広島市に戻っていたが、2日後の6日朝に会社事務所の近くの理髪店で理髪中に原爆投下に遭い、被爆死したと見られている。会社の事務所は爆心から至近距離に位置していた。享年55。
広島への原爆投下によって、森田の他に現職の広島県選出代議士では古田喜三太、および元・島根県選出代議士で当時兵役に就いていた田中勝之助の計3名が被爆死しており、没後の9月4日、第88回帝国議会衆議院本会議はこの3名に弔辞を贈呈した。
没後49年の1994年8月、出身地の神石高原町に「森田福市翁顕彰碑」が建立された。碑銘の揮毫は森田と同じ政友会所属でなおかつ選挙区も同じくしていた宮澤裕の子の宮澤喜一である。

## 人物
『商工資産信用録 第34回 鳥取県ほか』によると、森田工業の森田福市（調査年月・1933年2月）は「正身身代・G、信用程度・Aa、職業・土木建築請負」である。趣味は政治。住所は広島市西地方町。

## 家族・親族
森田家
- 父・善太郎[22]（農業）
- 妻・マツヨ（1893年 - ?、広島、荒川眞造の長女）[9][22]
- 娘（長女、二女、三女、四女、五女）[5][22]

## 著書
- 『海外旅行日誌 : 西から西へ』森田福市、1931年。
- 『時局批判と其の対策』大日本昭和聯盟出版部、1932年。
- 『満鮮視察記』森田福市、1938年。

## 「森田組」主要受注工事
※契約年月・工事名
- 1918年7月 岡山専売支局米子出張所工場新築工事
- 1921年8月 東京中央電話局青山分局新築工事
- 1922年2月 航空第五大隊本部及兵舎新築工事
- 1923年1月 東京高等学校本館新築工事
- 1923年3月 鉄道第二連隊連隊本部新築工事
- 1924年2月 大阪市電気局福町工場新築工事
- 1924年7月 神戸税関庁舎新築工事
- 1924年7月 農商務省食糧局東京倉庫第七乃至第九倉庫新築工事
- 1924年11月 門司税関其他合併庁舎新築工事
- 1927年2月 鉄道省峰豊線工事
- 1928年1月 鉄道省作備線工事
- 1929年4月 鉄道省呉線工事